# Energiya Voronej (handball)
Pour les articles homonymes, voir Energiya Voronezh.
Maillots
Actualités
Dernière mise à jour : 04 novembre 2017.
L’Energiya Voronej est un club de handball, situé à Voronej en Russie, évoluant en Ligue (division 2).

## Histoire
Le club fut fondé en 1948 sous le nom de l'Union Voronej Handball, il fut alors très populaire dans le monde du handball russe puisqu'il fut réputé comme un important club dans la Ligue régionale de Voronej.
Par la suite, la meilleure performance du club en Championnat d’Union soviétique fut une quatrième place, lors de la saison 1985/1986.
En 1989, le président de l'époque, Vladimir Nikolaïevitch Popov décide de changer de nom, plusieurs en seront proposés tels que Lokomotiv Voronej, Rabota Voronej, Atom Voronej, Khimik Voronej mais le nom fut Energiya Voronej.
Depuis la disparition de l'URSS, le club joue en Super League mais parvient difficilement à rivaliser avec les plus grands clubs de Russie, ne parvenant pas à faire mieux qu'une cinquième place lors de la saison 2002/2003.
Lors de la saison 2015/2016, le club se retrouve relégué en Ligue (division 2).

## Campagne européenne
| Saison    | Compétition* | Manche              | Date Aller       | Club                     | Aller   | Total   | Retour  | Club                   | Date retour      |
| --------- | ------------ | ------------------- | ---------------- | ------------------------ | ------- | ------- | ------- | ---------------------- | ---------------- |
| 2001-2002 | CVC          | Troisième tour      | 17 novembre 2001 | Maccabi Rehovot          | 28 - 33 | 53-63   | 25 - 30 | Energiya Voronej       | 18 novembre 2001 |
| 2001-2002 | CVC          | Quatrième tour      | 9 décembre 2001  | Energiya Voronej         | 30 - 26 | 64-60   | 34 - 34 | RK Gorenje Velenje     | 15 décembre 2001 |
| 2001-2002 | CVC          | Seizième de finale  | 23 février 2002  | Energiya Voronej         | 31 - 31 | 53-63   | 21 - 32 | SG Flensburg-Handewitt | 2 mars 2002      |
| 2002-2003 | CVC          | Troisième tour      | 9 novembre 2002  | RK Krivaja Zavidovići    | 26 - 32 | 49-68   | 23 - 36 | Energiya Voronej       | 17 novembre 2002 |
| 2002-2003 | CVC          | Quatrième tour      | 07 décembre 2002 | Lovćen Cetinje           | 30 - 29 | 50-58   | 20 - 29 | Energiya Voronej       | 15 décembre 2002 |
| 2002-2003 | CVC          | Quarts de finale    | 01 mars 2003     | RK Celje Pivovarna Laško | 44 - 23 | 77-44   | 33 - 21 | Energiya Voronej       | 08 mars 2003     |
| 2003-2004 | CC           | Deuxième tour       | 11 octobre 2003  | Energiya Voronej         | 35 - 19 | 65-39   | 30 - 20 | SK Reval Sport         | 12 octobre 2003  |
| 2003-2004 | CC           | Troisième tour      | 09 novembre 2003 | Toulouse Union Handball  | 31 - 31 | 63 - 66 | 32 - 35 | Energiya Voronej       | 11 novembre 2003 |
| 2003-2004 | CC           | Huitièmes de finale | 13 décembre 2003 | Trabzon Belediyespor     | 28 - 42 | 64 - 86 | 36 - 44 | Energiya Voronej       | 20 décembre 2003 |
| 2003-2004 | CC           | Quarts de finale    | 15 février 2004  | IFK Skövde HK            | 38 - 28 | 69 - 62 | 31 - 34 | Energiya Voronej       | 21 février 2004  |

 * Légende : EHF= Coupe EHF; CVC=Coupe des Vainqueurs de Coupe; CC=Coupe Challenge

### Clubs rencontrés en Coupe d'Europe
- SG Flensburg-Handewitt
- RK Krivaja Zavidovići
- SK Reval Sport
- Toulouse Union Handball
- Maccabi Rehovot
- RK Lovćen Cetinje
- RK Celje Pivovarna Laško
- RK Gorenje Velenje
- IFK Skövde HK
- Trabzon Belediyespor